# Gnomidolon oeax
Gnomidolon oeax là một loài bọ cánh cứng trong họ Cerambycidae.